# Wake Me Up Before You Go-Go
"Wake Me Up Before You Go-Go" é uma canção da dupla pop inglesa Wham!, lançada pela primeira vez como single no Reino Unido em 14 de maio de 1984.
Tornou-se seu primeiro hit número um no Reino Unido e nos EUA. Foi escrita e produzida por George Michael.
O single foi certificado como platina nos EUA, que na época comemorava vendas de mais de dois milhões de cópias.
O videoclipe apresenta Michael e seu companheiro de banda Andrew Ridgeley vestindo camisetas com mensagens grandes (CHOOSE LIFE) criadas por Katharine Hamnett, iniciando uma moda coberta na série I Love the 80s do VH1 de 2002.
A canção foi classificada como número 28 nas 100 melhores canções dos anos 80 da VH1.
A inspiração de George Michael para a música foi um bilhete rabiscado que seu colega de banda Andrew Ridgeley deixou para seus pais, com a intenção de ler acorde-me antes de ir, mas com up acidentalmente escrito duas vezes, então Ridgeley escreveu go duas vezes de propósito.
Em 1984, Michael disse o seguinte sobre o desenvolvimento da música: Eu só queria fazer um disco pop realmente energético que tivesse todos os melhores elementos dos discos dos anos 50 e 60, combinados com nossa atitude e nossa abordagem, que é obviamente mais animada e muito mais jovem do que alguns desses discos.
É uma daquelas faixas que se livra de muitas de suas influências pessoais; me lembra tantos discos diferentes que eu não conseguia defini-los. Eu tinha feito uma demo em casa que tinha apenas uma linha de baixo e um vocal. Normalmente, eu escrevo o disco na minha cabeça; eu sei quais serão todas as partes e as canto para todos os nossos músicos. E foi ótimo. ... Na verdade, fizemos isso como um ensaio. Usamos um LinnDrum porque o baterista estava atrasado, e era uma faixa tão boa que a guardamos. Foi gravado em dois dias no Sarm West Studio 2 em Londres, com uma seção rítmica ao vivo. A música, de acordo com Michael, foi feita em uma tomada, sem nenhum drop-in (overdubs) - em termos de produção, ele observou que as duas opções para ele eram ou ser como Trevor Horn e buscar sons impressionantes por conta própria, ou apenas obter um ótimo som em cada instrumento e buscar uma tomada ao vivo.
A capa do Reino Unido foi projetada por Peter Saville, com fotografia de Trevor Key.
Após seu lançamento, a música recebeu uma recepção mista dos críticos contemporâneos.
Dave Rimmer, da Smash Hits, considerou-a um retorno absolutamente terrível em que George e Andy abandonam tudo o que fazem bem em favor de uma incursão fraca no country de Shakin' Stevens. (...) Terrível.
Enquanto Cash Box disse que o groove da Motown e os vocais patenteados de 'Wake Me Up Before You Go-Go' são um material CHR perfeito, executado com maestria por esta dupla britânica.
A música entrou no UK Singles Chart na quarta posição e subiu para o primeiro lugar sete dias depois, permanecendo lá por duas semanas.
V A música também foi para o topo da Billboard Hot 100 nos Estados Unidos, mantendo o primeiro lugar por três semanas.
O videoclipe da música foi dirigido por Andy Morahan. Ela mostra a banda se apresentando para um público composto principalmente por adolescentes na Brixton Academy, no sul de Londres.
A banda usou camisetas com estampas de Katharine Hamnett que diziam CHOOSE LIFE.